# Jane (Missouri)
Pour les articles homonymes, voir Jane.
Jane est un village du comté de McDonald, dans le Missouri, aux États-Unis. Situé au sud du comté, sa population est estimée, en 2016, à 295 habitants.

## Démographie
Lors du recensement de 2010, le village comptait une population de 309 habitants. Elle est estimée, en 2016, à 295 habitants.

## Source de la traduction
- (en) Cet article est partiellement ou en totalité issu de l’article de Wikipédia en anglais intitulé « Jane, Missouri » (voir la liste des auteurs).